# The Compositions of Bobby Scott
The Compositions of Bobby Scott est un album de jazz du pianiste et compositeur Bobby Scott. 

## Enregistrement
L'album n'est pas un enregistrement original. Il reprend le contenu de deux albums 25 cm parus peu avant sur Bethlehem Records, le premier enregistré à New York et le second à Los Angeles, avec des musiciens West Coast.

### Musiciens
Les deux sessions sont enregistrées en par deux groupes qui sont composés de :
- novembre 1954 : Hal McKusick (as), Al Epstein (bs), Ronnie Woellmer (tp), Eddie Bert (tb), Hal McKusick (as), Milt Hinton (b), Osie Johnson (d).
- janvier 1955 : Bill Holman (ts), Charlie Mariano (as), Jimmy Giuffre (bs), Conte Candoli (tp), Frank Rosolino (tb), Bobby Scott (p), Max Bennett (b), Stan Levey (d).

### Dates et lieux
- 1, 2, 3, 4, 5, 6 : New York, État de New York, novembre 1954
- 7, 8, 9, 10, 11, 12 : Los Angeles, Californie, janvier 1955

## Titres
| N°     | Titre             | Compositeur | Durée |
| ------ | ----------------- | ----------- | ----- |
| Face 1 |                   |             |       |
| 1.     | Dot               | Bobby Scott |       |
| 2.     | Kwan Youen        | Bobby Scott |       |
| 3.     | Moon Tan          | Bobby Scott |       |
| 4.     | Betty             | Bobby Scott |       |
| 5.     | Aunt Sarah        | Bobby Scott |       |
| 6.     | Cerebellum        | Bobby Scott |       |
|        |                   |             |       |
| Face 2 |                   |             |       |
| 7.     | Wigwam            | Bobby Scott |       |
| 8.     | The Creed         | Bobby Scott |       |
| 9.     | Table Cloth Stomp | Bobby Scott |       |
| 10.    | A Parable         | Bobby Scott |       |
| 11.    | The Wig           | Bobby Scott |       |
| 12.    | Count Bill        | Bobby Scott |       |

## Discographie
- 1955, Bethlehem Records - BCP-8 (LP)

## Source
- dean Adam Scott, Bill Coss, Liner notes de l'album Bethlehem Records, 1955.